# RAF Odiham
RAF Odiham (engelska: Royal Air Force Odiham) är en flygbas i Storbritannien.   Den ligger i grevskapet Hampshire och riksdelen England, i den södra delen av landet, 60 km sydväst om huvudstaden London. RAF Odiham ligger 123 meter över havet.
Terrängen runt RAF Odiham är platt. Runt RAF Odiham är det ganska tätbefolkat, med 214 invånare per kvadratkilometer. Närmaste större samhälle är Basingstoke, 10,5 km väster om RAF Odiham. Trakten runt RAF Odiham består till största delen av jordbruksmark.